# Appendix Vergiliana
Appendix Vergiliana («Приложение к Вергилию») — комплекс поэтических текстов, которые приписываются римскому поэту Вергилию. Мавр Сервий Гонорат называет восемь, у Светония фигурируют шесть из них, отдельные произведения упоминаются у других античных авторов. 
В науке нет единого мнения о том, какие тексты из этого списка действительно принадлежат перу Вергилия. В эпоху гиперкритицизма считалось, что почти всё содержимое Appendix Vergiliana — произведения неизвестных поэтов, современников Вергилия или представителей более поздней эпохи. С середины XX века картина стала более сложной: есть две крайние точки зрения (многие немецкие исследователи во главе с Карлом Бюхнером выступали за гиперкритицизм, большинство итальянцев считает, что весь Appendix действительно написан Вергилием) и одна компромиссная, согласно которой список подлинных вергилиевых работ может включать больше двух пунктов, а всё остальное могло быть написано членами того же литературного кружка и, соответственно, тоже имеет ценность для биографии поэта.

## Состав
- «Комар» — небольшая поэма, которую Вергилий написал, по данным Светония, в возрасте шестнадцати лет (по мнению некоторых исследователей, самая поздняя из возможных датировок — середина 44 года до н. э.[5]). Её герой — пастух, который засыпает на солнцепёке, не видя, как к нему ползёт гадюка. Комар жалит пастуха, тот просыпается, убивает комара и замечает змею. Убив и её, человек погребает своего спасителя и пишет стихотворную эпитафию на могильном камне[3]. Большинство исследователей видит в этой поэме пародирование стиля ритора Эпидия, который учил Вергилия ораторскому искусству; Фаддей Зелинский предположил, что это перевод с греческого[6]. Поэма могла быть посвящена Гаю Октавию/Октавиану[7]: возможно, именно к нему Вергилий обращается несколько раз как к «святому мальчику»[5] («Мальчик святой, для тебя эта песня…»[8]). Впрочем, звучат голоса и против этой гипотезы[9]. Большинство исследователей полагает, что поэма была написана неизвестным поэтом «эпохи Тиберия—Клавдия»[10].

- «Скопа» («Кирис») — поэма, рассказывающая о Скилле. Эта героиня греческих мифов из любви к царю Крита Миносу погубила своего отца, а после этого превратилась в птицу. В отдельных строках есть явная перекличка с «Энеидой», и это аргумент в пользу того, что поэма была написана уже после смерти Вергилия[11]. Согласно одной из версий, Вергилий начал её писать, а закончил позже другой поэт, оставшийся безымянным[12].

- Стихотворение «Проклятия», написанное на высоком художественном уровне, может быть связано с временной потерей Публием его мантуанских владений[13]: лирический герой проклинает свои «растерзанные земли»[14], которые ему приходится покинуть, и вспоминает оставшуюся на родине возлюбленную по имени Лидия[15]. В этом случае автором мог быть «неотерик» Публий Валерий Катон[16].

- После I века н. э. могли быть написаны дидактическая поэма «Этна» и стихотворение «Трактирщица»[17]; «Этну», по-видимому, приписали Вергилию только из-за того, что в «Энеиде» есть красочное описание этого вулкана[18].

- «Смесь» представляет собой неупорядоченное собрание небольших стихотворений, большая часть которых могла быть написана Вергилием в молодости (только одно относится ко времени, когда поэт писал «Энеиду»).

- Поэма «Завтрак» (Moretum)[19] — бытописательный эпос, в котором будни крестьянина изображены без какой-либо идеализации. Судя по отдельным строкам, «Завтрак» создан после «Георгик», и одни исследователи считают, что авторы двух поэм придерживались схожих взглядов на значение крестьянского труда, а другие — что автор «Завтрака» смеётся над Вергилием[20].

- Эпиграммы.